# Стаховський Юрій Васильович
Стаховський Юрій Васильович (20 березня 1940 , Київ  — 31 січня 2013 ) — український кінооператор. Лауреат Державної премії України ім. Т. Г. Шевченка (1986).
Народ. 20 березня 1940 р. у Києві. Закінчив курси асистентів операторів Київської кіностудії ім. О. П. Довженка (1959) і факультет журналістики Київського державного університету ім. Т. Г. Шевченка (1973).
З 1959 р. — оператор кіностудії «Укркінохроніка».
Зняв стрічки: «Панас Мирний» (1967), «Дві весни агронома» (1968), «Корабели» (1969), «Секрет мовчання» (1971, Приз Всесоюзного кінофестивалю «Кіномарина», Одеса, 1973), «Ніна Хахаліна» (1970, Приз і диплом II Всесоюзного кінофестивалю сільськогосподарських фільмів, Ростов-на-Дону, 1970; Почесний знак ЦК ВЛКСМ «Золотий колос»), «Тур'я — земля поліська» (1970), «П'ять героїчних років», «Будні Миколи Шила» (1971, реж. М. Локтіонов-Стезенко), «Радянська Україна. Від з'їзду до з'їзду» (1972, у співавт. з В. Шуваловим), «Ймовірність Сильвестрова» (1973), «Великий хліб» (1974, у співавт.; Диплом VII Всесоюзного кінофестивалю, Баку, 1974), «Донецькі дівчата» (1974), «Від кожного з нас» (1974, у співавт.), «Тил, що кував Перемогу» (1975), «Учитель» (1976), «Тріо бандуристок», «Дівчата з Каховки», «Село Шляхове», «Щоб виростало» (1977), «Піонерія Країни Рад» (1978, реж. М. Локтіонов-Стезенко), «Червона книга», «Українське кіно — 50 років», «У найвищій ціні» (Диплом і приз Міжнародного кінофестивалю спортивних фільмів, Сан-Вінченце, Італія), «Пісня не кінчається» (1979), «Командарми індустрії», «Салют, камарадо Іван» (1980), «Легендарний Клим», «А жайворонки співають» (1981), «Головуючий корпус» (1983), «Стратегія науки» (1984), «Довічні свідки» (1986), «Місто над Сулою» (1989), «Політ за горизонт» (1990), «Україна. 1994» (1994–1995), «Любіть Україну» (у співавт.), «Олесь Гончар. Післямова» (1996, у співавт.) та ін.
Був членом Національної Спілки кінематографістів України.
Пішов з життя 31 січня 2013 року.